# Maison de Rochedragon
La maison de Rochedragon ou à l'origine Rochedagoux (Ruppisdagulfi en latin ; Rochadragos en occitan) est une maison noble d'Auvergne attestée depuis le XIe siècle. Originaire de Roche-d'Agoux elle a rassemblé au cours des siècles de nombreuses seigneuries des Combrailles et a amorcé une relative unification de ce territoire à l'époque médiévale.

## Histoire
La maison de Rochedragon est à l'origine détentrice de la seigneurie de Roche-d'Agoux ; la famille féodale va rapidement accroître son domaine par de nombreuses alliances matrimoniales. Dans la seconde moitié du XIIIe siècle, la moitié nord de la Combraille auvergnate et qui forme une nouvelle prévôté est aux mains de la nouvelle dynastie. La maison crée de nouvelles seigneuries et plus particulièrement des villeneuves. Une ville franche disparue est construite en 1258 par Alelme de Rochedagoux sur le territoire de Biollet, tandis que Villefranche, à Espinasse, est fondée en 1261 par Guillaume de Rochedagoux,. Marcillat prend à la fin du XIIIe siècle la place de Roche d'Agoux en tant que chef-lieu de seigneurie et ce jusqu'à la toute fin du Moyen Âge. Au travers de donations à différents ordres religieux, la famille gagne l'appui de l'Église. Certains membres de la famille acquièrent une place ecclésiastique importante comme Hugues de Rochedagoux qui devient seigneur-abbé d'Aurillac entre 1440 et 1464.
La famille va par la suite dépasser le cadre géographique de la Combraille auvergnate et s'implanter dans les marges orientales de la Marche ou du Limousin comme en témoignent de nombreuses branches familiales locales.

## Personnalités
- Jean-François de Rochedragon

## Armes
- D'azur au lion d'or, armé, lampassé et couronné de gueules.[10]
- D'azur, au lion dragonné d'or, lampassé, armé et couronné de gueules.[11]
- De gueules au dragon d'or posé sur un rocher d'argent.[12]
- Les armes les plus anciennes présentent un lion sans couronne comme l'attestent des sceaux du XIIIe siècle et du début du XIVe siècle[13]'[14]. L'apparition de la couronne s'effectue aux environs du milieu ou à la fin du XIVe siècle[15].